# کیس کانستراکشن اکوئیپمنت

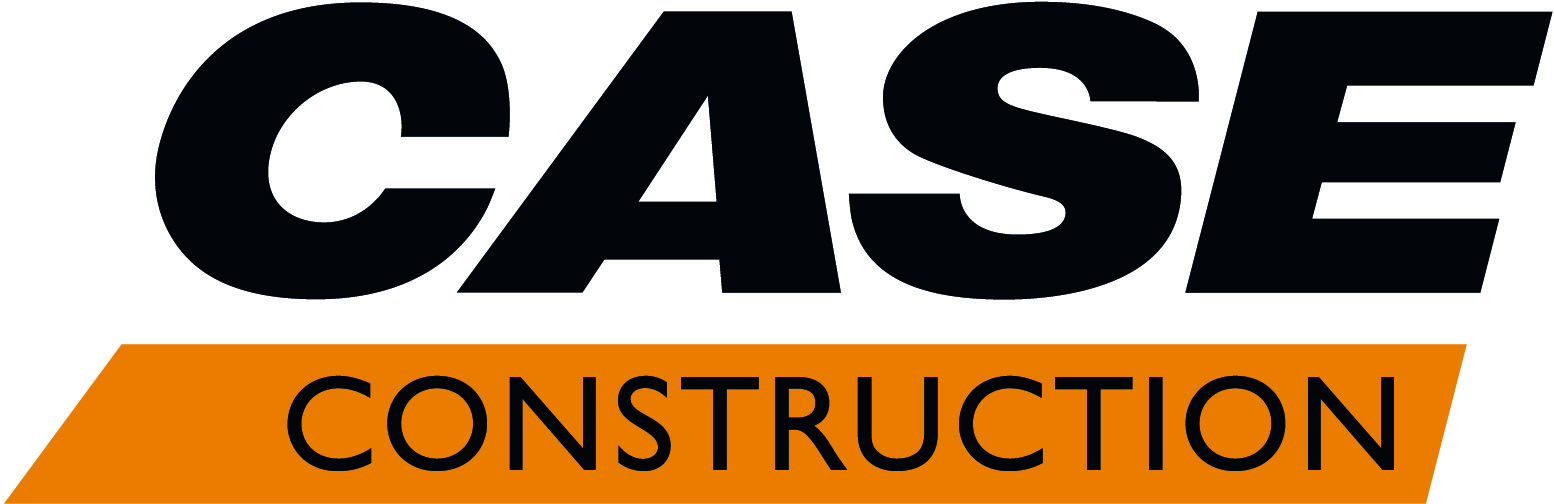
لوگوی کیس کانستراکشن اکوئیپمنت

کیس کانستراکشن اکوئیپمنت (معمولاً به‌عنوان کیس سی‌ئی خوانده می‌شود) یک تولیدکننده ماشین‌آلات ساخت‌وساز آمریکایی تابعه سی‌ان‌ایچ اینداستریال است. کیس ساخت ماشین‌آلات و تجهیزات ساخت‌وساز از جمله بیل، گریدر، لودر، غلتک راه‌سازی، بولدوزر و غیره را انجام می‌دهد.